# Berytinus crassipes
Berytinus crassipes, auch Schwarzkeulige Stelzenwanze genannt, ist eine Wanze aus der Familie der Stelzenwanzen (Berytidae).

## Merkmale
Die Wanzen werden 4,3 bis 5,8 Millimeter lang. Charakteristisch für Vertreter der Gattung Berytinus haben sie ein kurzes zweites Fühlerglied, das kürzer als die Keule auf dem ersten Glied ist. Sie haben außerdem kurze Schenkel (Femora) an den Hinterbeinen, die nicht bis an die Spitze des Coriums der Hemielytren reichen. Bei Berytinus crassipes ist die Keule am ersten Fühlerglied schwarz und die Schenkel haben schwarze Spitzen. Außerdem sind der Kopf und das Pronotum ungefähr gleich lang.

## Verbreitung und Lebensraum
Die Art ist von Nordrand des Mittelmeers bis in den Süden Skandinaviens und den Süden der Britischen Inseln und östlich bis Sibirien und Zentralasien verbreitet. In Mitteleuropa ist die Art weit verbreitet, aber nicht häufig. In Großbritannien ist die Art in Großen Teilen Englands und Wales lokal verbreitet, im Norden jedoch seltener. Besiedelt werden trockene, häufig sandige Lebensräume mit lockerer Vegetation.

## Lebensweise
Die Tiere leben auf und unter Nelkengewächsen (Caryophyllaceae), insbesondere an Hornkräutern (Cerastium). Es wird vermutet, dass sie sich aber auch von Pflanzen aus anderen Familien ernähren. Die Paarung erfolgt ab April, die Weibchen legen ihre Eier ab Mai bis in den Sommer hinein einzeln an den Stängeln, Blättern oder abgestorbenen Teilen der Nahrungspflanzen ab. Die adulten Tiere der neuen Generation treten ab August auf, gleichzeitig kann man aber auch noch Imagines der alten Generation finden.

## Belege